# Arrow Rock State Historic Site Open Shelter
L'Arrow Rock State Historic Site Open Shelter est un abri de pique-nique à Arrow Rock, dans le comté de Saline, au Missouri, dans le centre des États-Unis. Protégé au sein de l'Arrow Rock State Historic Site, ce bâtiment dans le style rustique du National Park Service est inscrit au Registre national des lieux historiques depuis le 28 février 1985.